# Hans-Karl Mayer
Hans-Karl Mayer (8 de Março de 1911 - 17 de Outubro de 1940) foi um piloto alemão da Luftwaffe durante a Guerra Civil Espanhola e Segunda Guerra Mundial. Abateu 30 aeronaves inimigas (8 em Espanha e 13 em Inglaterra), o que fez dele um ás da aviação.